# Chad Hugo
Chad Hugo, all'anagrafe Charles Edward Hugo, noto anche con lo pseudonimo di Chase Chad (Portsmouth, 24 febbraio 1974), è un musicista e produttore discografico statunitense, noto come componente del duo The Neptunes (insieme a Pharrell Williams) e del trio N.E.R.D.

## Biografia
Chad Hugo è nato nella città virginiana di Portsmouth, da genitori entrambi filippini, ha una sorella di nome AnnaFe e un fratello di nome Victor, anche lui cantante. È cresciuto nella città di Virginia Beach. Ha incontrato Pharrell Williams al settimo anno durante un programma d'estate per studenti intellettuali. Con lui cominciò a lavorare mixando e esibendosi con varie band.
Dopo diversi anni di produzioni occasionali per artisti spesso associati al fondatore Teddy Riley, Hugo continua a scrivere canzoni per artisti come N.O.R.E. e Mystikal che divennero subito hit, permettendo loro di produrre con il loro sound distintivo per megastar come Jay-Z.
Da sottolineare che Chad lanciò come produttore anche il singolo "Rock your body" di Justin Timberlake.